# Спорвіни
Спорвіни (пол. Sporwiny, нім. Sporwienen) — село в Польщі, у гміні Бартошиці Бартошицького повіту Вармінсько-Мазурського воєводства.
Населення — 47 осіб (2011).

## Демографія
Демографічна структура станом на 31 березня 2011 року:
|          | Загалом | Допрацездатний вік | Працездатний вік | Постпрацездатний вік |
| -------- | ------- | ------------------ | ---------------- | -------------------- |
| Чоловіки | 26      | 5                  | 20               | 1                    |
| Жінки    | 21      | 2                  | 15               | 4                    |
| Разом    | 47      | 7                  | 35               | 5                    |